# Bund der Öffentlich bestellten Vermessungsingenieure
Der Bund der Öffentlich bestellten Vermessungsingenieure (BDVI) e. V. ist ein Berufsverband für Öffentlich bestellte Vermessungsingenieure (ÖbVI) in Deutschland. Derzeit zählt der Verband ca. 1.300 Mitglieder. Der BDVI ist in das Vereinsregister eingetragen und im Lobbyregister des Deutschen Bundestages als Interessenvertretung registriert. Als Wirtschafts- und Berufsverband vertritt er die Interessen seiner Mitglieder untereinander und gegenüber Politik, Wirtschaft und Verwaltung. Der Zweck des Verbandes ist die Wahrnehmung und Förderung aller Interessen der Öffentlich bestellten Vermessungsingenieure, Pflege des Vertrauensverhältnisses zu den Aufsichtsbehörden im Sinne der jeweils für die ÖBVI geltenden Berufsordnung und die wissenschaftliche und fachliche Förderung seiner Mitglieder und ihrer Mitarbeitenden.

## Geschichte
Der BDVI führt die Tradition der am 28. Februar 1898 gegründeten Vereinigung selbstständiger in Preußen vereideter Landmesser zu Berlin und ihrer Nachfolgeorganisationen fort. Seit dem 30. April 1949 ist der BDVI in das Vereinsregister eingetragen. Der BDVI ist gemeinsam mit dem DVW – Gesellschaft für Geodäsie, Geoinformation und Landmanagement und dem Verband Deutscher Vermessungsingenieure (VDV) Mitbegründer der Interessengemeinschaft Geodäsie (IGG).

## Organisation
Der BDVI gliedert sich in Landesgruppen, die die Verbandsaufgaben in dem Umfang wahrzunehmen haben, in dem die Zuständigkeiten der Länder auf dem Gebiet des Vermessungswesens gegeben ist. Organe des Verbandes sind das Präsidium, der Hauptvorstand und die Mitgliederversammlung. Die Bundesgeschäftsstelle des BDVI hat ihren Sitz in Berlin. Präsident ist Dipl.-Ing. Clemens Kiepke.